# 小行星8079
小行星8079（8079 Bernardlovell）是一颗绕太阳运转的小行星，为主小行星带小行星。该小行星于1986年12月4日发现。

## 轨道参数
小行星8079的轨道半长轴为2.3749861 UA，离心率为0.194。